# Monte Curt
Il monte Curt, detto anche monte Curto (mont Curt in piemontese), è una montagna delle Alpi Graie alta 1.323 m. Si trova all'inizio della Val di Susa ed interessa i comuni di Almese, Rubiana e Val della Torre. Per quanto meno nota del vicino Musinè è facilmente individuabile da Torino e da una vasta area della pianura circostante.

## Toponimo
Il nome “Curt” in piemontese significa corto; su alcune carte topografiche è riportato il toponimo “Monte Curto”, italianizzazione del nome originario.
Anche il vertice geodetico individuato sulla cima della montagna dall'IGM è denominato Monte Curto (cod.055052).

## Descrizione

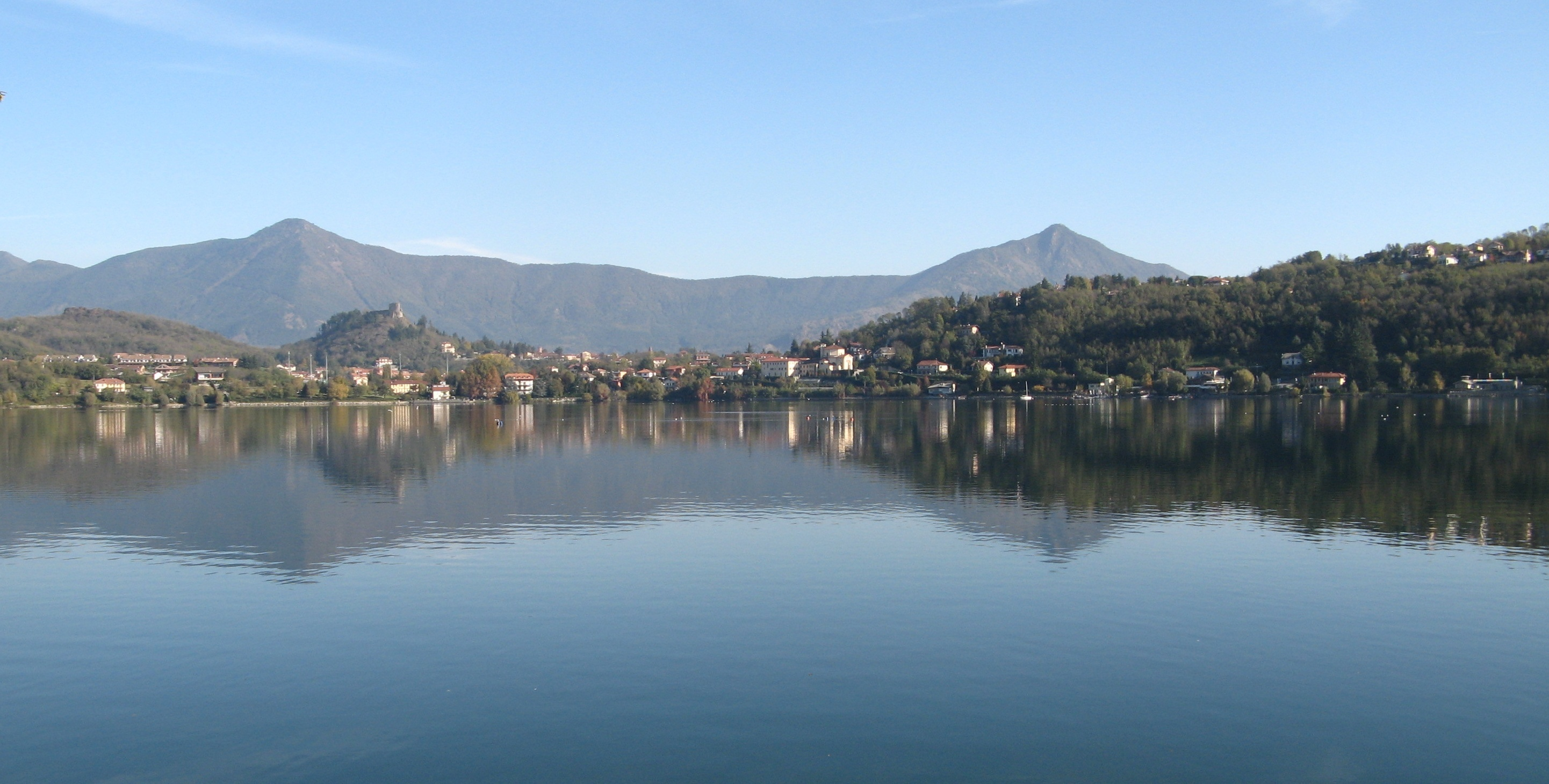
Il Curt (a sin.) e il Musinè (a dx.) visti dal Lago grande di Avigliana

Situato nella città metropolitana di Torino, circa 20 km ad ovest del capoluogo, il Monte Curt ricade nei territori comunali di Almese e Rubiana (a loro volta appartenenti alla comunità montana Valle Susa e Val Sangone) e in quello di Val della Torre (comunità montana Val Ceronda e Casternone).
La montagna appartiene alla cresta spartiacque che separa il bacino della Dora Riparia da quello della Stura di Lanzo, ed è separata dal Monte Musinè (1150 m) da una lunga costiera boscosa che ha il suo punto più basso nel Colle della Bassetta (948 m). Seguendo lo spartiacque nella direzione opposta la prima montagna rilevante che si incontra è il Monte Arpone (1602 m). La prominenza topografica del Curt è di 193 m.

## Geologia

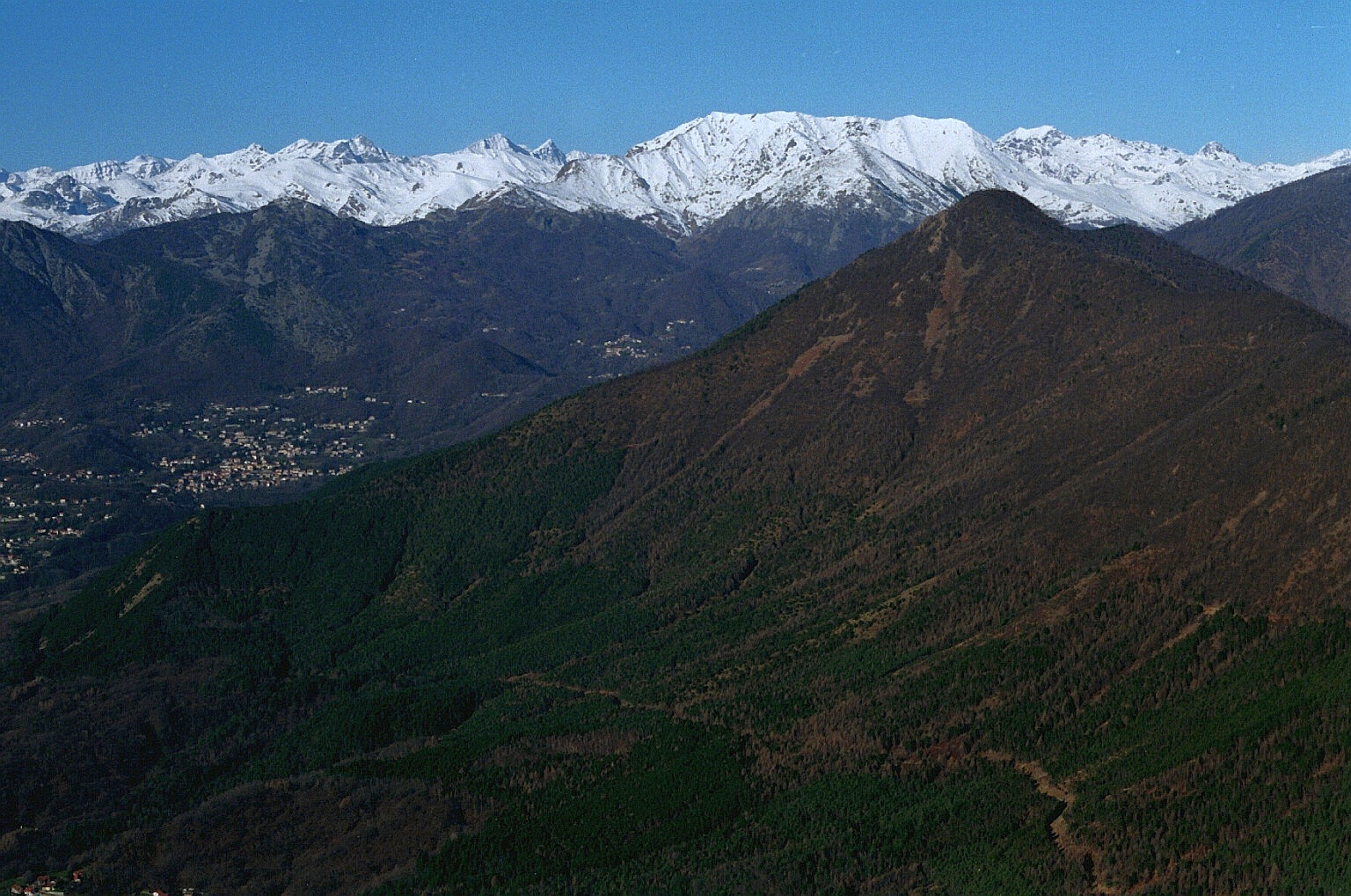
Versante sud-orientale del Monte Curt dal Musinè

Come i vicini monti Colombano e Arpone anche il Curt è composto prevalentemente di rocce lherzolitiche, in parte serpentinizzate. Sul suo lato valsusino definisce, assieme al già citato Monte Musinè, un ampio circo glaciale drenato dal Rio Morsino (un affluente del Messa) e dal un fitto reticolo idrografico che lo alimenta.
Geologicamente connessa con il substrato formato da questo tipo di rocce è la presenza, nei pressi dello spartiacque Messa/Casternone, di vasti block stream, ossia di coperture detritiche formate da blocchi rocciosi di dimensioni che variano da qualche decimetro ad alcuni metri.

## Storia

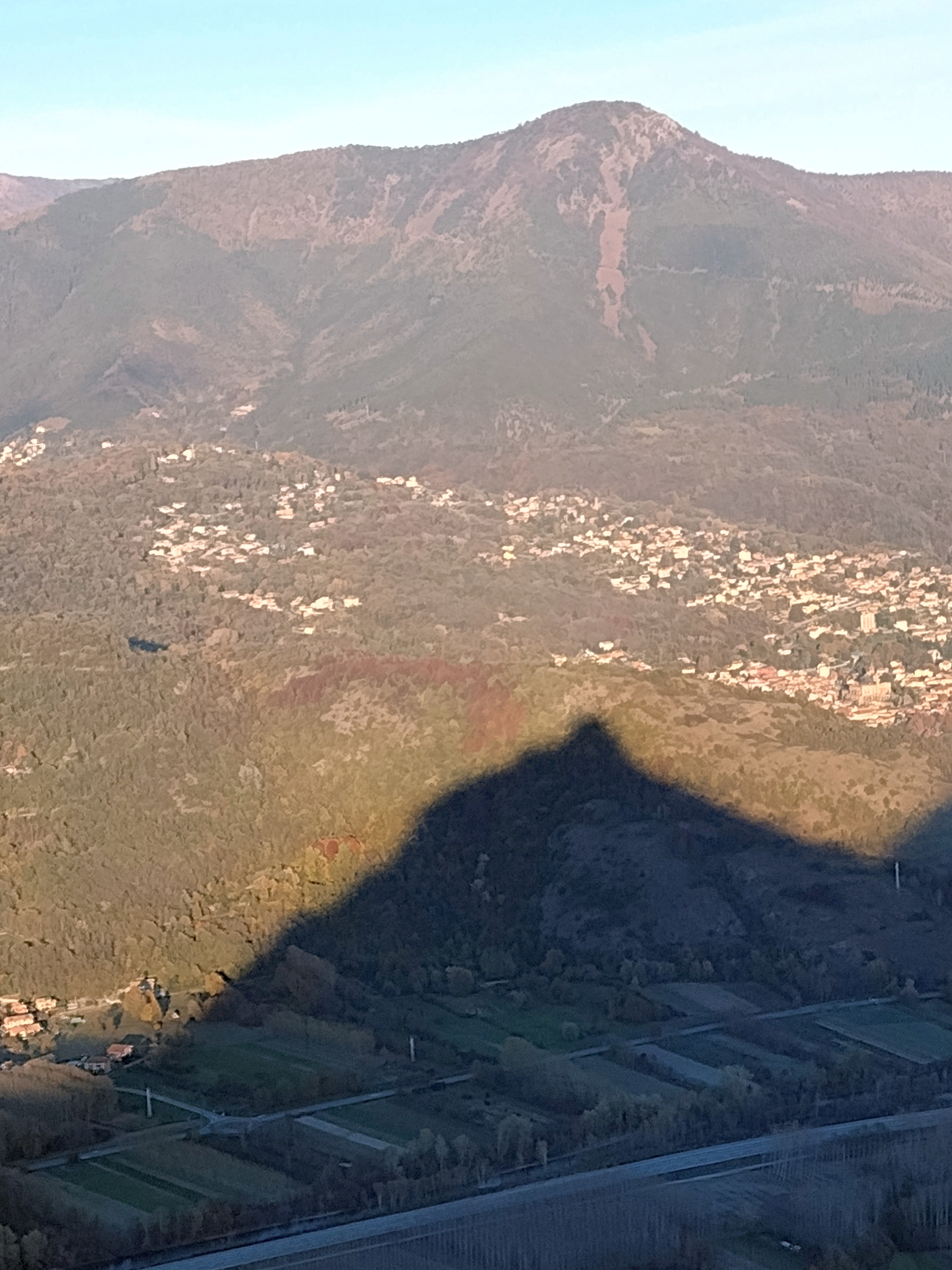
Il Curt visto dalla Sacra di San Michele, sul lato opposto della valle

Sul versante valsusino del Monte Curt sono stati estratti per lungo tempo minerali ferrosi, dai quali deriva il nome l'antistante frazione Ferro di Rubiana. Nel corso della prima metà del Novecento lo stesso versante fu poi interessato da estesi lavori di rimboschimento con essenze resinose.

## Accesso alla cima
Il Curt è di interesse prevalentemente escursionistico: la via normale di salita è rappresentata dal sentiero intitolato dal CAI di Almese a Bruno Giorda, volontario almesino anti incendi boschivi, che parte dalla Pera Pluc in comune di Almese e percorre il costolone sud-orientale dalla montagna. Il Curt è anche raggiunto dal sentiero di cresta che lo collega con il Monte Musinè passando per il Colle della Bassetta. Esiste infine una terza via per raggiungere la cima: partendo dalla borgata Pascaletto di Rubiana, si segue la pista forestale del Parco del colle del Lys arrivando al Santuario della Madonna della Bassa, successivamente sempre su pista si scende verso il Pian di Gurp e la bassa della Val; da lì si sale nel bosco sulla cresta nord-ovest della montagna passando prima dalla Cima Bassa del Val (1.266 m).